# Forță de revenire
În fizică forța de revenire este o forță care acționează pentru a readuce un corp în poziția de echilibru. Forța de revenire este o funcție numai de poziției masei sau a punctului material și este întotdeauna îndreptată înapoi către poziția de echilibru a sistemului. Forța de revenire este adesea menționată în mișcarea armonică simplă. Forța responsabilă pentru restabilirea dimensiunii și formei originale se numește forță de revenire.

Forța (cu roșu) este forța de revenire a pendulului

Un exemplu este pendulul gravitațional. Când un pendul nu se balansează, toate forțele care acționează asupra lui sunt în echilibru. Forța datorată gravitației și a masei obiectului de la capătul pendulului este egală cu tensiunea din firul care ține obiectul să nu cadă. Când un pendul este pus în mișcare, locul de echilibru se află în partea cea mai de jos a traiectoriei, locul unde se află pendulul când stă. Când pendulul se află în punctul cel mai înalt al balansării sale, forța de întoarcere a pendulului în acest punct de mijloc este gravitația. Ca rezultat, gravitația poate fi văzută ca o forță de revenire.
Un alt exemplu este acțiunea unui arc. Un arc idealizat exercită o forță proporțională cu mărimea deformării arcului din lungimea sa la echilibru, exercitată într-o direcție opusă deformării. Tragerea arcului la o lungime mai mare face ca acesta să exercite o forță care aduce arcul înapoi la lungimea sa de echilibru. Mărimea forței poate fi determinată prin înmulțirea constantei arcului, caracteristică arcului, cu valoarea întinderii, relație cunoscută și sub numele de legea lui Hooke.